# Лазерний програвач вінілових дисків

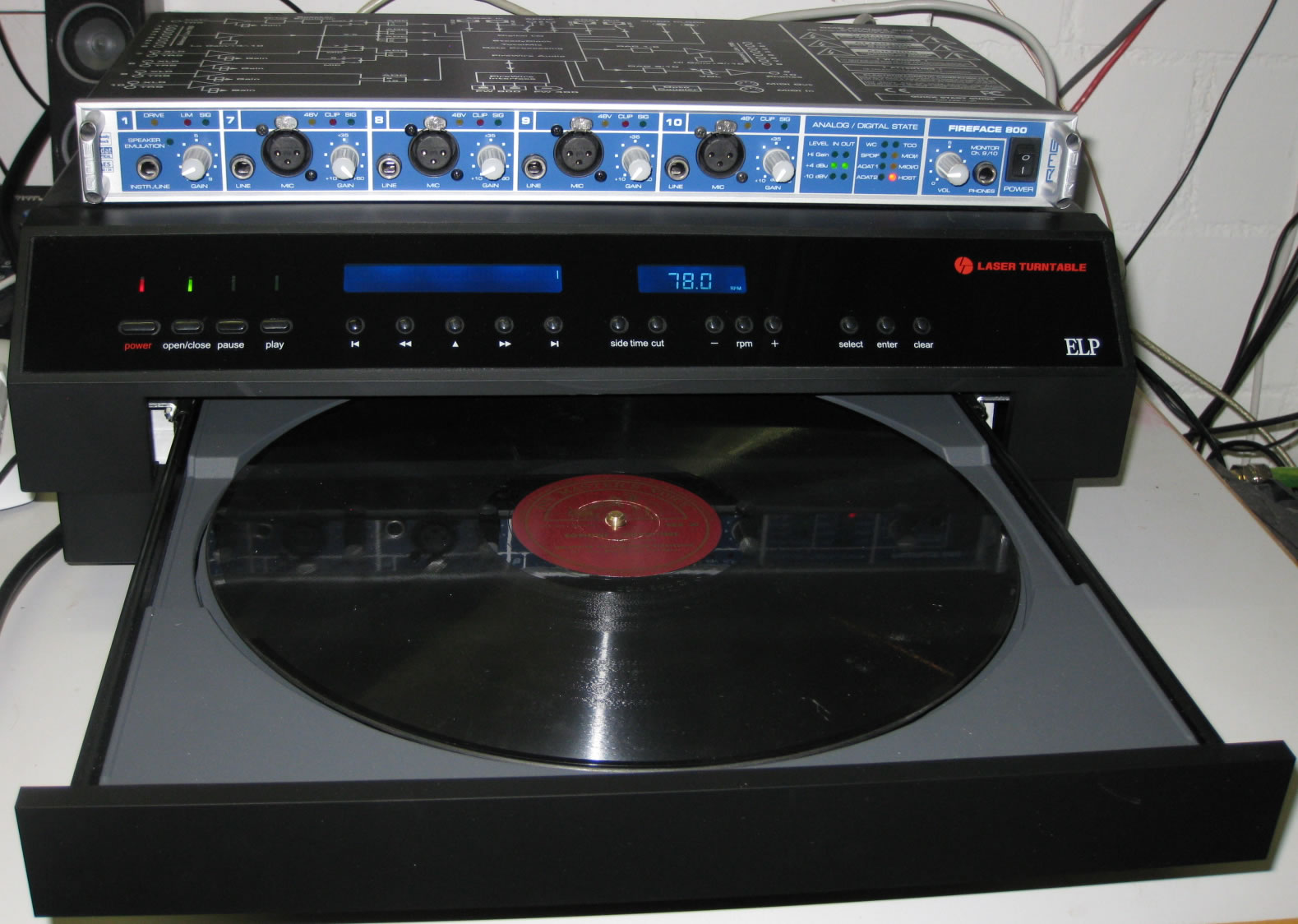
Пристрій лазерного читання вінілових дисків ELP (LT-2XA) та RME Fireface 800

Лазерний програвач вінілових дисків (або оптичний програвач вінілових дисків) являє собою фонограф, який відтворює стандартні LP записи (і інші грамплатівки) з використанням лазерних пучків замість традиційної голки, котра поступово псує запис.

## Історія
Ідея заміни променем лазера традиційної голки сягає 1977 року. Згодом, в 1981 році аспірант в галузі машинобудування в Стенфордському університеті, Роберт Стоддарт написав кандидатську дисертацію на тему «Оптичний програвач вінілових дисків». Розробка ідеї збіглася як з періодом серйозного економічного спаду, так і періодом удосконалення та впровадження цифрового компакт-диска, який незабаром почав наповнювати ринок за цінами, порівняними з вініловими пластинками. Вінілові продажі різко впали, і багато існуючих виробників грамплатівок в результаті вийшли з бізнесу. 1988 року Роберт виїхав до Японії і, хоча це був період «цифрової революції» в звукозапису, зумів зацікавити невелику фірму ELP. На створення електронної схеми та оптики знову пішло кілька років. Станом на 2001 рік фірма ELP почала випускати лазерний програвач для звичайних платівок ціною 19 тисяч американських доларів. У програвачі ліву та праву сторони звукової борозенки обмацують два лазерні промені з площею перерізу по 3 квадратні мікрони, що вчетверо менше площі кінчика алмазної голки звичайного програвача. Це дозволяє передавати найтонші вигини звукової доріжки. При прослуховуванні старих, заїжджених записів лазерна голка дає помітно менше шумів і клацань, ніж звичайна, причому пластини зовсім не зношуються. Виключаються переходи голки з одного витка на інший, бо три допоміжних лазерних промені стежать за борозенкою, компенсуючи нерівності диска і його коливання по висоті при обертанні. Диск кладеться на висувні полозки і після закінчення відтворення сам виїжджає; можна прослуховувати композиції в будь-якому порядку, робити паузи, швидко пересуватися до початку або кінця запису, натисканням кнопки повторювати прослуханий фрагмент. Оскільки лазери програвача збалансовані для чорного вінілу, то не можна програвати модні в 70-х роках диски з кольорової пластмаси і гнучкі пластинки, зроблені з кольорової плівки. Цей лазерний програвач боїться пилу, бо порошинки, що засіли в борозні, розсіюють промені лазера і спотворюють звукопередачу. Тому до апарата надається комплект для чищення платівок, що включає навіть міні-пилосос.

## Finial
Чотири роки потому, у 1981 році, Роберт С. Рейс, аспірант Стенфордського університету, написав магістерську дисертацію на тему "Оптичний програвач". 1983 року він разом зі своїм колегою Стенфордським інженером-електриком Робертом Стоддардом заснував компанію Finial Technology, щоб розробити і вивести на ринок лазерний програвач, залучивши 7 мільйонів доларів венчурного капіталу. 1984 року до них приєднався експерт з сервоуправління Роберт Н. Старк (Robert N. Stark).
Непрацюючий макет запропонованого програвача Finial показали на виставці споживчої електроніки 1984 року (CES), викликавши великий інтерес і неабияку таємничість, оскільки патенти ще не були видані, а деталі потрібно було тримати в секреті. Перша робоча модель, Finial LT-1 (Laser Turntable-1), була завершена до CES 1986 року. Прототип виявив цікавий недолік лазерних програвачів: вони настільки точні, що "відтворюють" кожну частинку бруду і пилу на платівці, замість того, щоб відсунути їх убік, як це зробив би звичайний стилус. Безконтактний лазерний звукознімач має переваги: він усуває знос платівки, шуми від доріжки, гуркіт програвача і зворотний зв'язок від динаміків, але звук все одно залишається схожим на звук програвача грамплатівок, а не компакт-дисків. Прогнозована вулична ціна у $2,500 (згодом її підвищили до $3,786 у 1988 році) обмежувала потенційний ринок професіоналами (бібліотеки, радіостанції та архівісти) і кількома заможними аудіофілами.
Програвач Finial так і не запустили у виробництво. Після того, як Finial продемонстрував кілька власноруч виготовлених (і вибагливих) прототипів, затримки з інструментами, відсутність компонентів (за часів до появи дешевих лазерів), маркетингові промахи та високі витрати на розробку продовжували відсувати дату випуску. Тривала розробка лазерного програвача точно збіглася з двома важливими подіями: рецесією на початку 1980-х і появою цифрового компакт-диска, який незабаром заполонив ринок за цінами, порівнянними з вініловими платівками (CD-плеєри коштували від 300 доларів). Продажі вінілових платівок різко впали, і в результаті багато відомих виробників програвачів вийшли з бізнесу.
Маючи понад 20 мільйонів доларів венчурного капіталу, Finial зіткнулася з маркетинговою дилемою: йти вперед з ціною, яка була б занадто високою для більшості споживачів, або ризикувати і запустити масове виробництво за значно нижчою ціною, сподіваючись, що ринок знизить витрати. Жоден з варіантів не здавався життєздатним на ринку, що стрімко скорочувався.

## ELP
Нарешті, наприкінці 1989 року, після майже семи років досліджень, інвестори Finial скоротили свої витрати і ліквідували фірму, продавши патенти японському виробнику програвачів BSR, який перетворився на CTI Japan, що, в свою чергу, створила ELP Japan для продовження розробки "супер-аудіофільського" програвача. Після ще восьми років розробки лазерний програвач нарешті з'явився у продажу в 1997 році - через двадцять років після першої пропозиції - як ELP LT-1XA Laser Turntable за ціною 20 500 доларів США (у 2003 році ціна була знижена до 10 500 доларів США). Поворотний стіл, який використовує два лазери для зчитування канавки і ще три для позиціонування головки, дозволяє змінювати глибину, на якій зчитується канавка, можливо, оминаючи існуючий знос пластинки. Однак він не може зчитувати прозорі або кольорові вінілові платівки. ELP продає лазерні програвачі на замовлення безпосередньо споживачам у двох версіях (LT-basic та LT-master) за ціною (не опублікованою) приблизно $16 000 за базову модель.

## Optora
У травні 2018 року японська компанія Almedio, виробник комп'ютерних дисків, представила оптичний (лазерний) програвач Optora ORP-1 на аудіо-виставці HIGH END Munich. Компанія надала мало деталей, оскільки, як і під час презентації 1984 року програвача Finial, Optora була неробочим макетом. Представники компанії зазначили, що програвач використовуватиме п'ять лазерів і матиме ремінний привід, як і ELP. Однак, після випуску деяких рекламних матеріалів (згодом видалених), ціна так і не була оголошена, і Optora так і не з'явилася на ринку. Веб-сайт компанії, присвячений програвачу, також був видалений.

## Продуктивність
У 2008 році в огляді моделі ELP LT-1LRC Джонатан Валін в книзі "Абсолютний звук" (The Absolute Sound) стверджував: "Якби я хотів описати її звучання кількома словами, вони були б "приємними, але нудними". Він високо оцінив тональну точність відтворення, але розкритикував недостатній динамічний діапазон і низькі частоти (обмеження самих вінілових платівок). Платівки повинні проходити вологе очищення безпосередньо перед відтворенням, тому що, за словами Валіна, "на відміну від відносно масивного алмазного щупа, який розорює борозенки платівки, як ніс корабля, крихітні щупи з лазерним променем ELP майже не мають маси і не можуть зрушити частинки пилу зі свого шляху. Будь-яка плямочка бруду, навіть найдрібніша, зчитується лазерами разом з музикою". Майкл Фремер, пишучи в журналі Stereophile у 2003 році, зазначав: "... розглянемо численні плюси LT: ніякого гуркоту або фонового шуму; ніяких резонансів, викликаних картриджами, або аномалій частотної характеристики; ніякого компромісу в розділенні каналів (ELP гарантує розділення каналів понад те, що пропонують найкращі ріжучі головки); нульова помилка відстеження або трасування; ніяких спотворень у внутрішній канавці; ніякого ковзання; не потрібно турбуватися про коригування VTA або азимута; відсутність похибки дотичної (як і сама ріжуча головка, лазерний датчик є лінійним трекером); відсутність рекордного зносу; заявлена частотна характеристика 10 Гц-25 кГц; і, оскільки лазерний промінь становить менше чверті площі контакту найменшого еліптичного щупа, він може узгоджувати ділянки вигравіруваної форми хвилі, які навіть найменший щуп пропускає. " Але, як він зазначає, все це має свою ціну: "Лазерний датчик LT-2XRC не зміг відрізнити модуляції канавок від бруду. Записи, які на звичайному програвачі звучать мертвотно тихо, на ELP можуть звучати так, ніби я жую картопляні чіпси. Облом. Звичайно, є рішення: машина для очищення платівок. Це не можна вважати "аксесуаром" до LT: він обов'язковий. Навіть нові платівки, щойно вийняті з оболонки, можуть звучати хрустко". Він підсумовує: "За іронією долі, якщо ви слухаєте саму музику, ви не будете знати, що слухаєте LP. Це майже як бобінна магнітофонна стрічка. На жаль, коли є шум, він завжди дасть вам зрозуміти, що ви слухаєте платівку. Це збиває з пантелику в цій казковій штуковині".

## Оптичне сканування грамплатівок
Подібна технологія полягає у скануванні або фотографуванні канавок платівки, а потім відтворенні звуку за модуляцією канавок, виявленою на зображенні. Дослідницькі групи, які розробили цю технологію, включають
- IRENE, розроблена фізиками Карлом Хабером та Віталієм Фадєєвим з Національної лабораторії Лоуренса Берклі. Встановлена в Бібліотеці Конгресу США наприкінці 2006 року, IRENE (Image, Reconstruct, Erase Noise, etc.)[10] використовує камеру, що обертається навколо платівки і робить детальні фотографії борозен. Потім програмне забезпечення використовує цифрові зображення для реконструкції звуку. 2018 року система вперше була використана для відтворення єдиного відомого запису голосу Александра Грема Белла. IRENE часто видає велику кількість шипіння під час запису, але вона дуже добре справляється з усуненням поштовхів і клацань, спричинених недосконалостями поверхні платівки.
- Система SAPHIR, розроблена в INA в 2002 році (запатентована у Франції в 2004 році).[11]
- VisualAudio, розроблена Швейцарським національним звуковим архівом та Школою інженерії та архітектури Фрібура.
- Метод відбиття лазерного променя був розроблений японськими вченими в університеті Хоккайдо в 1986 році з метою зчитування аудіозаписів мови айнів, зроблених на крихких воскових циліндрах.[12]